# Karl-Heinrich Brenner
Karl-Heinrich Brenner (19 de maio de 1895 - 15 de fevereiro de 1954) foi um oficial alemão que serviu durante a Segunda Guerra Mundial. Foi condecorado com a Cruz de Cavaleiro da Cruz de Ferro.

## Carreira

### Patentes
SS-Gruppenführer / Generalleutnant der Waffen-SS

### Condecorações
| Cruz de Ferro 2ª Classe                                   |
| Cruz de Ferro 1ª Classe                                   |
| Cruz de Cavaleiro da Cruz de Ferro 27 de dezembro de 1944 |